# کراتن

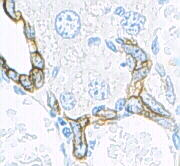
کراتن

کراتن (Keratin) یک پروتئین ساختاری و بسیار مهم است که در ساختار بدنی بسیاری از موجودات زنده یافت می‌شود. کراتن موجود در بدن مهره‌داران از نوع «آلفاکراتن» می‌باشد. کراتن ماده ای بسیار سخت و مقاوم است و تنها مادهٔ بیولوژیک قابل مقایسه با آن از نظر استحکام، کیتین می‌باشد.
کراتن به شدت در آب و حلال‌های آلی، نامحلول است و مادهٔ اصلی سازندهٔ بسیاری از بافت‌ها و ساختارهای بدنی همچون پولک، مو، ناخن، پر، شاخ، پنجه، سم، پینه و لایه‌های خارجی پوست در مهره‌داران می‌باشد. همچنین کراتن دارای نقش حفاظت از لایه‌های پوستی و بافت پوششی نیز می‌باشد. گاهی اصطکاک بیش از حد، سبب رشد نامتعادل کراتن روی سطح پوست می‌شود که به آن پینه می‌گویند. سلول‌های تولیدکنندهٔ کراتن به‌طور مداوم می‌میرند و جایگزین می‌شوند.
مولکول کراتن مارپیچ و رشته‌ای است و به دور مولکول‌های دیگر کراتن می‌پیچد و سبب تولید رشته‌های کراتن می‌شود. این پروتئین حاوی میزان بالایی از اسیدهای آمینه حاوی گوگرد ،(اغلب سیستئین) می‌باشد که به صورت پیوندهای دی‌سولفیدی میان مولکول‌ها عمل کرده و سبب استقامت آن‌ها می‌شوند. بیشتر از ۱۴ درصد موی انسان از سیستئین تشکیل شده‌است.
دو نوع کراتن اصلی وجود دارد. آلفا کراتن و بتا کراتن که اولی مربوط به تمامی مهره‌داران و دومی فقط مختص خزندگان و پرندگان بوده و مستحکم تر است و در ساختار بافت‌هایی مانند لاک در لاک‌پشت و منقار پرندگان یافت می‌شود.
در انسان، کراتن توسط سلول‌های کراتینوسیت تولید می‌شود این سلول‌ها در لایه‌های عمیق اپیدرم قرار دارند و ملانین را جذب کرده و آن را از اشعه‌های ماورا بنفش محافظت می‌کنند. اگر حجم کراتن در بدن انسان افزایش یافته و به بالای ۵ یا ۶ برسد، به احتمال زیاد کلیه‌ها از کار می‌افتند و قادر به تصفیهٔ خون نخواهند بود.
آلفا کراتن پستانداران به دو دسته تقسیم می‌شود یکی سیتوکراتن و دیگری اگزوکراتن. اگزوکراتن در مو دیده می‌شود و می‌تواند یا اسیدی، بازی یا خنثی باشد. نوعی متفاوت از کراتن نیز در برخی بی‌مهرگان تولید می‌شود. این ماده در ساختار تار عنکبوت و همچنین ابریشم تولید شده توسط برخی از حشرات در دورهٔ شفیرگی قابل مشاهده است.

## اهمیت پزشکی
در برخی از عفونت‌های پوستی مانند عارضهٔ پای ورزشکاران یا درماتوفیتوز، قارچ‌ها با استفاده و هضم کراتن پوست باعث بروز بیماری می‌شوند. همچنین چندین بیماری مثل کراتوز فارنژیس به دلیل جهش‌ها و مشکلات ژنتیکی و در نتیجه نقص در تولید کراتن روی می‌دهند.
در برخی از تومورها مثلاً در سارکوم‌ها و کارسینوماها با بررسی میزان کراتن می‌توان منشأ و عامل انتشار یا متاستاز سلول‌های سرطانی را پیدا کرد.
کراتن در سلول‌های کراتنوسیت موجود در پوست (به معنای سلول‌های کراتنی) کراتن تولید می‌کند که موجب رشد مو می‌شود. همتای کراتنوسیت در پوست ملانوسیت است که موجب تیره شدن پوست در مقابل آفتاب می‌شود.